# Distretto di Aizkraukle
Il distretto di Aizkraukle (in lettone Aizkraukles Rajons) è stato uno dei 26 distretti della Lettonia.
Il territorio del distretto si estendeva su entrambe le rive del fiume Daugava ed è compreso nelle due regioni storico culturali della Semgallia (in lettone: Zemgale) e della Livonia (in lettone: Vidzeme). In base alla nuova suddivisione amministrativa è stato abolito a partire dal 1º luglio 2009.

## Suddivisione

### Città
Il distretto comprendeva 3 città regionali (miestai):
- Jaunjelgava, 11 km², 2347 ab.
- Aizkraukle la città capoluogo del distretto
- Pļaviņas, 8 km², 3978 ab.

### Comuni
Il distretto, partendo da nord, era suddiviso nei seguenti comuni (dati del 2003):
- Irši, 70 km², 627 abitanti
- Vietalva, 130 km², 1090 ab.
- Bebri, 120 km², 1446 ab.
- Skrīveri, 105 km², 4146 ab.
- Aizkraukle, 102 km², 10361 ab.
- Koknese, 171 km², 4359 ab.
- Klintaine, 94 km², 904 ab.
- Sērene, 119 km², 865 ab.
- Sece, 176 km², 1182 ab.
- Staburagi, 51 km², 552 ab.
- Valle, 171 km², 1223 ab.
- Kurmenes, 112 km², 836 ab.
- Daudzeva, 210 km², 1202 ab.
- Sunākste, 109 km², 559 ab.
- Mazzalve, 209 km², 1335 ab.
- Zalve, 210 km², 888 ab.
- Pilskalne, 98 km², 642 ab.
- Nereta, 122 km², 2128 ab.